# Marie-Hélène Brandt
Pour les articles homonymes, voir Brandt.
Marie-Hélène Brandt est une artiste peintre franco-suisse, née à Genève le 30 mai 1957. Elle est la petite-fille d’Edgar Brandt et la mère du pilote automobile Romain Grosjean et de Gaëlle Grosjean.

## Biographie
Après des études universitaires, Marie-Hélène Brandt s'oriente vers les arts graphiques. En 1994, elle rejoint l’atelier « Ici et Maintenant » dirigé par Gilbert Mazliah et en 1995-1996, le cours de Jean-Marie Borgeaud. Cette même année, elle est récompensée par le 2e prix de la Biennale d'Art de Genève.
Diplômée de l'école Martenot (Paris), en 1996, elle s'installe dans son atelier. Elle est l'illustratrice de la revue du PEN club Italie et du collectif des écrivains pour le dialogue et la liberté, créé pour soutenir le romancier algérien Boualem Sansal.

## Expositions
- 1993 : Centre W. Rappart
- 1994 : Biennale d'art de Genève
- 1995 : Centre loisirs de Chêne-Bourg
- 1996 : Galerie La Primaire
- De 1997 à 1999 : Atelier porte ouverte
- Mai 2009 : Aux cimaises des exils (illustrée par les poèmes de Shmuel T. Meyer) - Galerie TOX'n'CO, Genève 
  - Septembre - octobre 2009 : Post-Scriptum[2]
  - Novembre : 4e Salon d'Art Contemporain Montreux Art Galery
- Février - mars 2010 : Galerie TOX'n'CO, Genève - Visages-retrospective
- Novembre 2010 : Galerie Nelly L'Eplattenier, Lausanne[3]
- Mars 2011 : Manoir de Cologny - Genève
- Février - Mars 2012 : Galerie TOX'n'CO - Genève
- Juin 2012 : Festival des Cultures Juives - Paris - Exposition collective rue des Rosiers[4]
  - Septembre 2012 : Exposition « Post-Scriptum » Genève - Chène Bougerie
- Septembre 2013 : Exposition « Regards croisés » Genève
  - Octobre - novembre 2013 : Galerie TOX'n'CO, Genève - « Galerie de portraits sur abstraction »[5]
- Janvier- février 2014 : Galerie Metropolis, Genève 
  - Mai 2014 : Exposition « Univers parallèles » Genève - Chène Bougerie